# Glengarra Wood
Glengarra Wood är en skog i republiken Irland.   Den ligger i grevskapet Tipperary och provinsen Munster, i den centrala delen av landet, 170 km sydväst om huvudstaden Dublin.